# ジャクソン・アベニュー駅
ジャクソン・アベニュー駅 (Jackson Avenue) はニューヨーク市地下鉄IRTホワイト・プレーンズ・ロード線の駅である。ブロンクス区メルローズのプロスペクト・アベニューと東152丁目、ジャクソン・アベニューの交差点に位置し、2系統が終日、5系統が深夜とラッシュ時を除く終日停車する。

## 駅構造
| P ホーム階 | 相対式ホーム、右側扉が開く | 相対式ホーム、右側扉が開く |
| P ホーム階 | 南行緩行線                 | ← フラットブッシュ・アベニュー-ブルックリン・カレッジ駅行き（3番街-149丁目駅） ← 平日：フラットブッシュ・アベニュー-ブルックリン・カレッジ駅行き（3番街-149丁目駅） ← 週末：ボウリング・グリーン駅行き（3番街-149丁目駅） |
| P ホーム階 | 混雑方向急行線             | ← ラッシュ時混雑方向：通過 → |
| P ホーム階 | 北行緩行線                 | → ウェイクフィールド-241丁目駅行き（プロスペクト・アベニュー駅）→ 夕ラッシュ時及び深夜帯を除く終日：イーストチェスター-ダイアー・アベニュー駅行き（プロスペクト・アベニュー駅）→                                          |
| P ホーム階 | 相対式ホーム、右側扉が開く | |
| G          | 地上階                     | 出入口 |

駅は1904年11月26日にIRTホワイト・プレーンズ・ロード線の当駅 - 180丁目-ブロンクス・パーク駅間の開業と共に開業した。駅は相対式ホーム2面と緩行線2線・急行線1線を有した2面3線の高架駅で、中央の急行線はラッシュ時に急行運転を行う5系統が使用している。この駅の南側（地理的には西側）では、高架橋の幅が拡がりIRT3番街線への連絡線2線がかつて分岐していた。この連絡線を通じてかつては3番街線の列車が当路線に乗り入れていた。分岐跡を過ぎると線路は南から西へとS字カーブを描き3番街-149丁目駅に入る。なお、次の3番街-149丁目駅が地下駅で当駅はトンネル坑口付近に位置しているため高架駅ながら低い位置にある。
ホームは当初最長6両編成の列車の入線を想定していたため有効長が短く、1949年に有効長を10両にするため514フィートまで延長された。
この駅は2004年9月17日にアメリカ合衆国国立史跡に登録されている。駅には2009年にジョージ・クレスポが製作したアートワーク『Latin American Stories』が設置されている。これは6つのラテンアメリカの物語の場面をモチーフとした4つのステンドグラスからできている。

### 出口
駅は改札口が南北ホームで独立しており、両ホーム間を改札内で行き来することはできない。南行ホームには北端に改札口が位置し、回転式改札機ときっぷ売り場、ウェストチェスター・アベニュー西側に下りる2つの階段がある。また、ホーム上には2つの出場専用回転式改札機があり、それぞれが通りの階段につながり乗客は駅舎を経由することなく駅を出ることができる。
北行ホームの改札口は無人で2つの回転式改札機と1つの出場専用回転式改札機がある。改札外にはウェストチェスター・アベニューとジャクソン・アベニュー、東152丁目の交差点北東に降りる階段が2つある。ホーム上には地上への階段に直接通じる出場専用回転式改札機が1つある。